# Martí Sureda i Deulovol

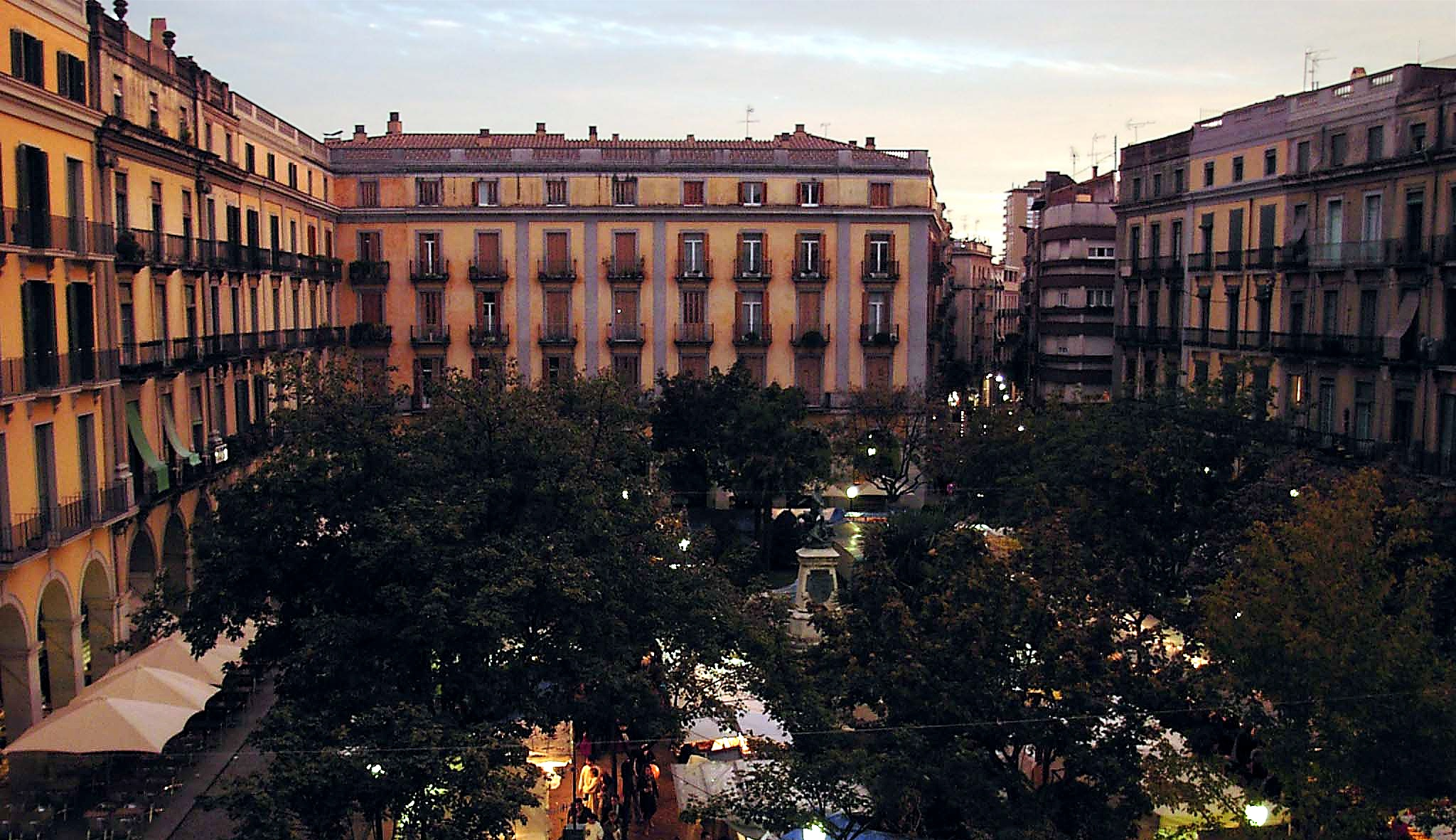
La Plaça de la Independència de Girona, projectada per Martí Sureda

Martí Sureda i Deulovol   (l'Escala, 2 de febrer de 1822 - Girona, 4 de gener de 1890) fou un arquitecte que treballà dins l'àmbit de la província de Girona, sobretot en l'urbanisme i en edificis públics de titularitat municipal. Destacà principalment com a arquitecte municipal de la ciutat de Girona. Ocupant aquest càrrec, poc després de la seva obtenció del títol d'arquitecte el 1846, s'encarregà de sanejar urbanísticament el barri vell de la ciutat i d'ordenar els nous espais que s'anaven alliberant a la riba esquerra del riu Onyar, sobretot al barri del Mercadal. Planificà el 1855 la Plaça de la Independència, construïda sobre l'antic espai del convent de Sant Agustí. Havia de ser closa i porticada, amb construccions idèntiques, d'estil neoclàssic racionalitzat i uniformitzat. La idea de Sureda no es materialitzà –parcialment– fins 138 anys després. Igualment, fou l'encarregat d'obrir la Rambla de la Llibertat el 1885 a partir de la unificació de la Plaça de les Cols amb el Carrer Abeuradors i les voltes d'esparters. En un altre ordre de les coses, també fou arquitecte provincial i diocesà i director de camins veïnals de la Diputació de Girona.